# Schloss Euxinograd

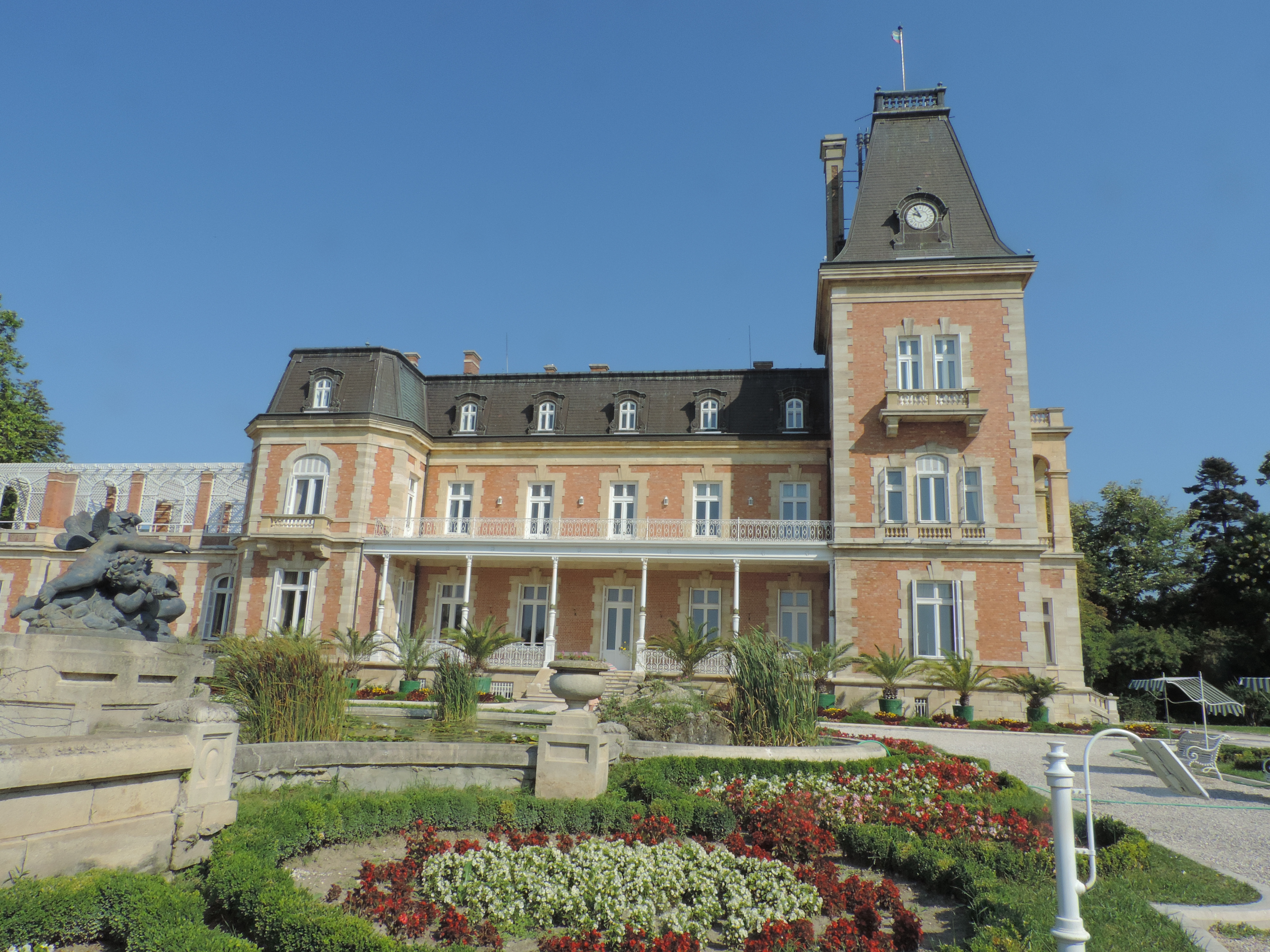
Schloss Euxinograd bei Warna

Das Schloss Euxinograd (bulgarisch Дворец Евксиноград Dworez Ewksinograd) ist die ehemalige Sommerresidenz der Könige von Bulgarien bei Warna am Schwarzen Meer.

## Geschichte

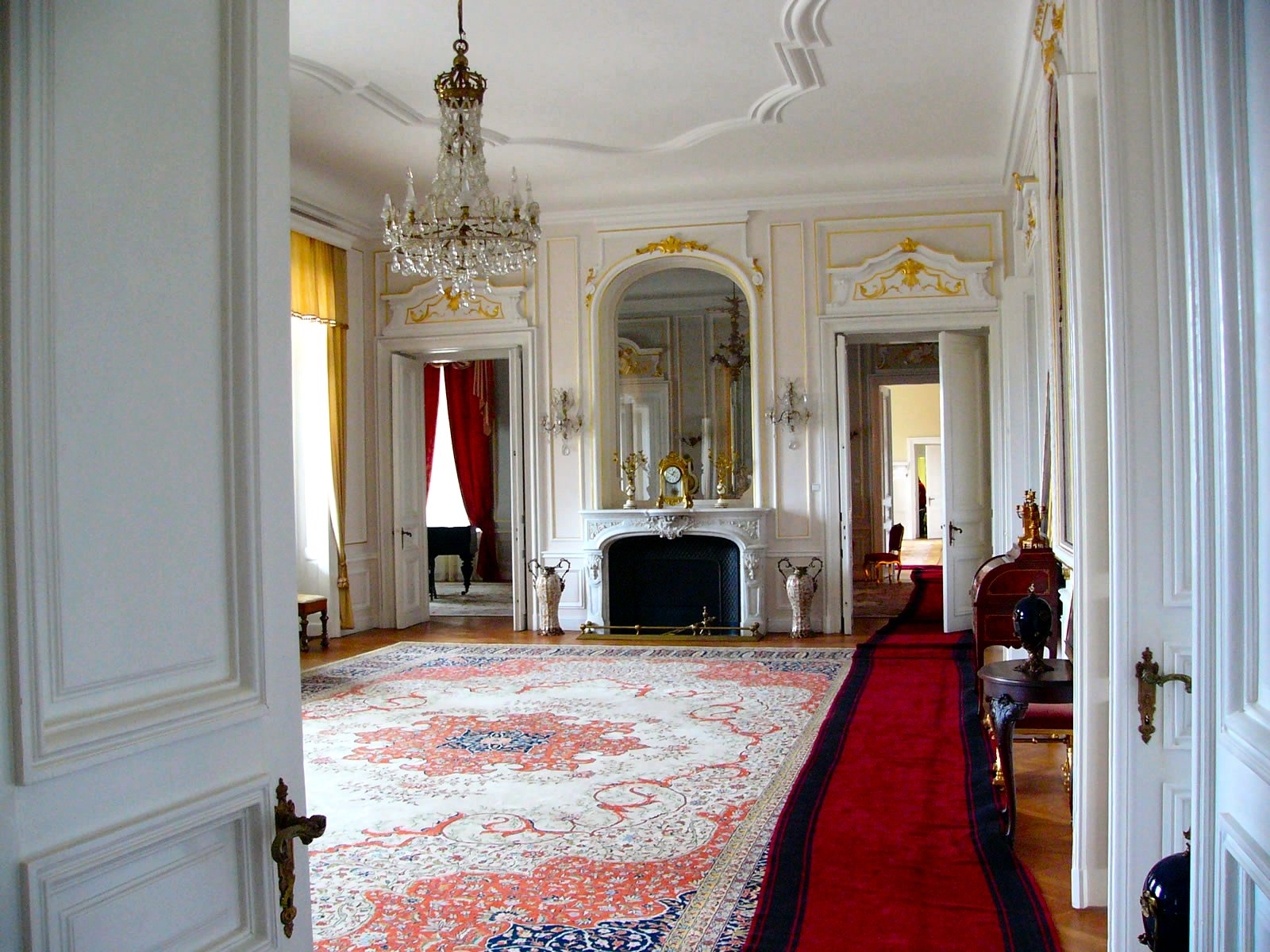
Saal im Schloss

Der Name des Schlosses stammt aus dem Jahr 1893 von Fürstin Marie Louise und leitete sich vom griechischen „Euxeinos Pontos“, was „Schwarzmeer“ und vom bulgarischen „град/grad“, was „Stadt“ bedeutet, ab: Euxinograd – Stadt am Schwarzen Meer. Die Anlage liegt 10 km nordöstlich vom Stadtzentrum der Hafenstadt Warna entfernt, 2 km südwestlich von Konstantin und Helena. Seit 2009 zählt sie zu den nationalen Sicherheitsstandorten in Bulgarien. Auch drei goldgelbe Strände,  „Euxinograd-1, 2 und 3“ mit einer Gesamtfläche von 43.215 m² – zudem „Euxinograd-1“ mit Thermalfontäne auf dem Strand – stehen unter Sonderstatus der Residenz Euksinograd, sind somit nur nach Anmeldung und unter Auflagen zugänglich. Der ca. drei Kilometer lange Geländezug umfasst knapp 900 Hektar, darunter rund 500 Hektar Parkanlage, an der Schwarzmeerküste in Richtung Süden zwischen Sweti Konstantin und dem kleinen Fischereihafen Trakata.
Im Jahre 1880 besuchte der bulgarische Fürst Alexander Battenberg I. das Kloster St. Konstantin und Elena. Angetan von der Natur in Warna und seiner Umgebung entschied er sich dort seine Sommerresidenz zu bauen, wo die Ruinen des Klosters St. Dimitar standen – zwei Kilometer südwestlich vom Kloster St. Konstantin und Elena. Das Kloster St. Dimitar wurde zur Residenz des Fürsten und später zur königlichen Residenz umgebaut, die zuerst unter dem Namen „Sandrowo“ und später unter dem Namen Euxinograd bekannt war. An das ursprüngliche Kloster St. Dimitar erinnert an derselben Stelle nur eine kleine Kapelle. Die Wahl für den Standort der Residenz fiel auf das Kloster St. Dimitar und nicht auf das Kloster St. Konstantin und Elena, so dass sich in der Umgebung des zweiten Klosters ein Urlaubsort entwickelte. Der bulgarische Architekt Georgi Fingow restaurierte das Kloster St. Dimitar 1906. Später erwarb der Staat die Residenz für 1.400.000 Lew und schenkte sie Zar Ferdinand I. Am 12. September 1917 verstarb hier dessen zweite Gemahlin Zarin Eleonore.
Die neobarocken Anlage wurde nach den Plänen des österreichischen Architekten Viktor Rumpelmayer erbaut. Die Gesamtfläche von Euxinograd beträgt ca. 800 ha. 550 ha gehören zum Park, der hauptsächlich vom französischen Dendrologen Neumeyer angelegt wurde. Unter den Sehenswürdigkeiten sind 310 Pflanzenarten, von denen ein Teil aus Südfrankreich eingeführt wurde. Außerdem sehenswert sind der Pferdestall, der Giebel, der 1890 in Teilen vom französischen Schloss Saint-Cloud eingeführt wurde, sowie die Sonnenuhr, die dem König Ferdinand von der britischen Queen Victoria geschenkt wurde. Der Weinkeller von Euxinograd ist ebenso bekannt wie das Schloss. Er war 1891 für die königliche Familie und deren Gäste errichtet worden und befindet sich auf 2 Etagen unter dem Erdgeschoss. Die größten Fässer fassen bis zu 3145 Liter. Heutzutage produziert der Weinkeller ca. 120 Flaschen Wein. Für Kenner sind dort 12 Sorten Weißwein und 7 Sorten Weinbrand zu verkosten, die Beste davon ist Euxignak.